# (1551) Argelander
(1551) Argelander ist ein Asteroid des Hauptgürtels, der am 24. Februar 1938 von dem finnischen Astronomen Yrjö Väisälä in Turku entdeckt wurde.
Benannt wurde der Asteroid nach dem deutschen Astronomen Friedrich Wilhelm August Argelander.